# Top Model of the World 2023
Top Model of the World 2023 fue la 29.ª edición del certamen Top Model of the World, correspondiente al año 2023; la cual se llevó a cabo el 3 de marzo en Sharm el-Sheij, Egipto. Candidatas de 43 países y territorios autónomos compitieron por el título. Al final del evento, Loredana Violeta Salanta, Top Model of the World 2010/2011 de Rumania, coronó a Mariana Macías Ornelas, de México. Natálie Kočendová no pudo coronar a su sucesora.

## Resultados
| Posiciones                  | Candidata |
| --------------------------- | --- |
| Top Model of the World 2023 | - México - Mariana Macías Ornelas |
| Primera Finalista           | - Colombia - Leicy Rivas Moreno |
| Segunda Finalista           | - Sri Lanka - Sadani Vishmitha Peiris |
| Top 6                       | - República Dominicana - Danilka Germán Lerebours - Suecia - Isabella Linnea Åhs § - Tailandia - Sorn Likhitpaksorn Vajidsuwan |
| Top 16                      | - Ecuador - Ana Paula Morán Sotomayor - Egipto - Mariam Badawii - Estonia - Eliise Randmaa - Georgia - Tamari Kalandadze - Maldivas - Mariyam Saina Naseem - Puerto Rico - Andreina Vega Rosa - Rumania - Alexandra Maria Mecu - Serbia - Tara Računica - Trinidad y Tobago - Leteisha Clarke - Zambia - Kunda Mwamulina |

- § La ganadora de Miss Redes Sociales pasa automáticamente al Top 16.

## Premios especiales
| Premio                 | Candidata                                   |
| ---------------------- | ------------------------------------------- |
| Miss Fotogénica        | - Egipto - Mariam Badawii                   |
| Miss Popularidad       | - Kazajistán - Anastassiya Stepanyugina     |
| Miss Simpatía          | - Inglaterra - Aimee Whitton                |
| Miss Confianza         | - Serbia - Tara Računica                    |
| Mejor Cuerpo en Bikini | - Malta - Hayley Ghiller                    |
| Miss Mejor Estilo      | - Tailandia - Sorn Likhitpaksorn Vajidsuwan |
| Miss Sunrise           | - Europa - Rachel Hamar-Pirlot              |
| Cara Nueva             | - Maldivas - Mariyam Saina Naseem           |
| Modelo con Encanto     | - Georgia - Tamari Kalandadze               |
| Miss Redes Sociales    | - Suecia - Isabella Linnea Åhs              |
| Miss Globe             | - Ecuador - Ana Paula Morán Sotomayor       |
| Reina de Europa        | - Estonia - Eliise Randmaa                  |

## Candidatas
43 candidatas compitieron por el título:
(En la tabla se utiliza su nombre completo, los sobrenombres van entrecomillados y los apellidos utilizados como nombre artístico, entre paréntesis; fuera de ella se utilizan sus nombres «artísticos» o simplificados).
| País/Territorio      | Candidata                          |
| -------------------- | ---------------------------------- |
| Alemania             | Marie Tavitha Kilonzo              |
| Australia            | Tegan Paige Laity                  |
| Austria              | Ieva Kohl                          |
| Bélgica              | Chiara Vandenveeren                |
| Bielorrusia          | Yulia Kul                          |
| Brasil               | Gabriela Mártires Coelho           |
| Bulgaria             | Nicole Ivanova                     |
| Canadá               | Maddison Lynn                      |
| Colombia             | Leicy Rivas Moreno                 |
| Costa Rica           | Mariángel Bermúdez Acuña           |
| Ecuador              | Ana Paula Morán Sotomayor          |
| Egipto               | Mariam Badawii                     |
| Estados Unidos       | Evangecia St. Cyr                  |
| Estonia              | Eliise Randmaa                     |
| Europa               | Rachel Hamar-Pirlot                |
| Finlandia            | Liina Ilona Malinen                |
| Georgia              | Tamari Kalandadze                  |
| Hungría              | Nora Nehez                         |
| India                | Aishwarya Paatapati                |
| Inglaterra           | Aimee Whitton                      |
| Irlanda              | Carine Tiesoh                      |
| Kazajistán           | Anastassiya Stepanyugina           |
| Kenia                | Janet Muli                         |
| Kosovo               | Sumeja Latifi                      |
| Maldivas             | Mariyam Saina Naseem               |
| Malta                | Hayley Ghiller                     |
| México               | Mariana Macías Ornelas             |
| Nigeria              | Chinwendu Ezenwankwo               |
| Panamá               | Sinead Jenkins                     |
| Polonia              | Anna Krzesińska                    |
| Portugal             | Viviana Maria Pereira Barros Costa |
| Puerto Rico          | Andreina Vega Rosa                 |
| Reino Unido          | Alice Olivia Jones                 |
| República Checa      | Jana Marvanová                     |
| República Dominicana | Danilka Germán Lerebours           |
| Rumania              | Alexandra Maria Mecu               |
| Serbia               | Tara Računica                      |
| Sierra Leona         | Fatmata Favour Sesay               |
| Sri Lanka            | Sadani Vishmitha Peiris            |
| Suecia               | Isabella Linnea Åhs                |
| Tailandia            | Sorn Likhitpaksorn Vajidsuwan      |
| Trinidad y Tobago    | Leteisha Clarke                    |
| Zambia               | Kunda Mwamulina                    |

### Candidatas retiradas
- Benelux - Eva Pamela Daniel
- Zimbabue - Samantha Manhenga

### Candidatas reemplazadas
- Brasil - Lua Batista Park fue reemplazada por Gabriela Mártires Coelho.

## Sobre los países en Top Model of the World 2023

### Naciones debutantes
- Europa

### Naciones que regresan a la competencia
Compitió por última vez en 2005:
- Reino Unido

Compitió por última vez en 2013:
- Kazajistán

Compitió por última vez en 2015:
- Panamá

Compitió por última vez en 2016:
- Malta

Compitió por última vez en 2017:
- Polonia

Compitieron por última vez en 2018:
- Kosovo
- Portugal

Compitieron por última vez en 2019:
- Australia
- Austria
- Puerto Rico

Compitieron por última vez en 2020:
- Bielorrusia
- Kenia
- República Dominicana

### Naciones ausentes
| - Afganistán - China - Filipinas - Ghana - Grecia - Indonesia - Kirguistán - Macedonia del Norte - Mar Báltico | - Mauricio - Moldavia - Países Bajos - Perú - Sudamérica - Sudán del Sur - Venezuela - Zimbabue |